# Hełmówka pniakowa

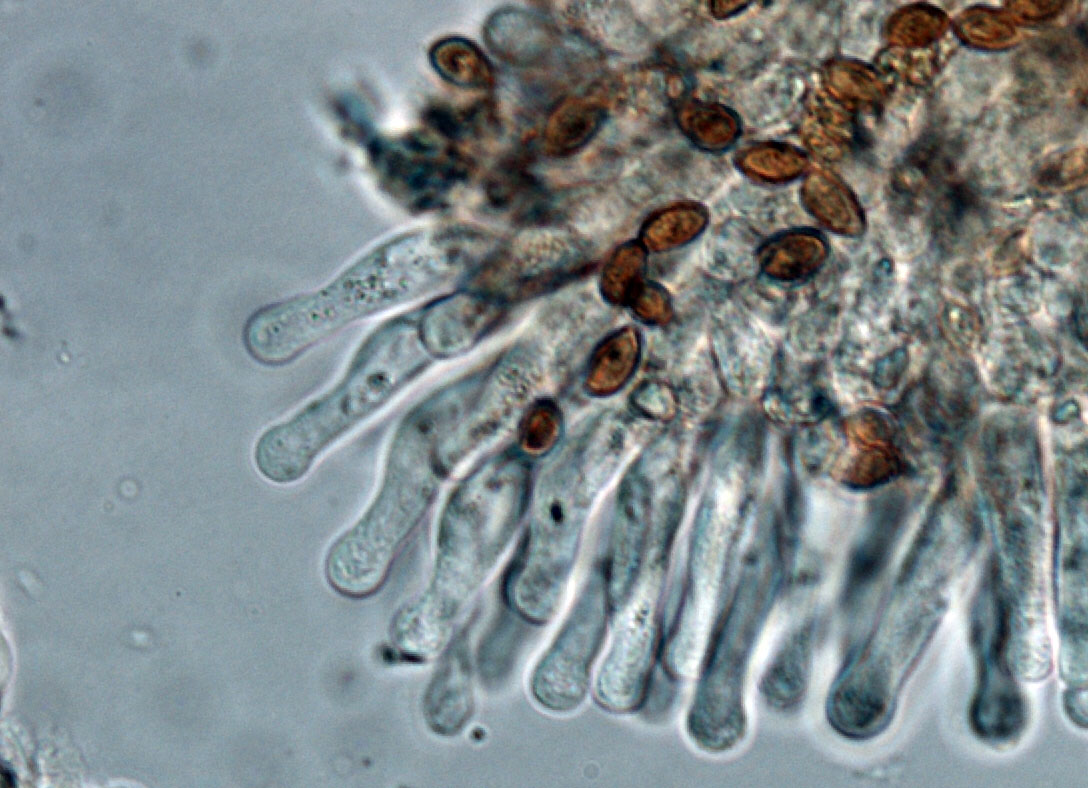
Zarodniki i cheilocystydy

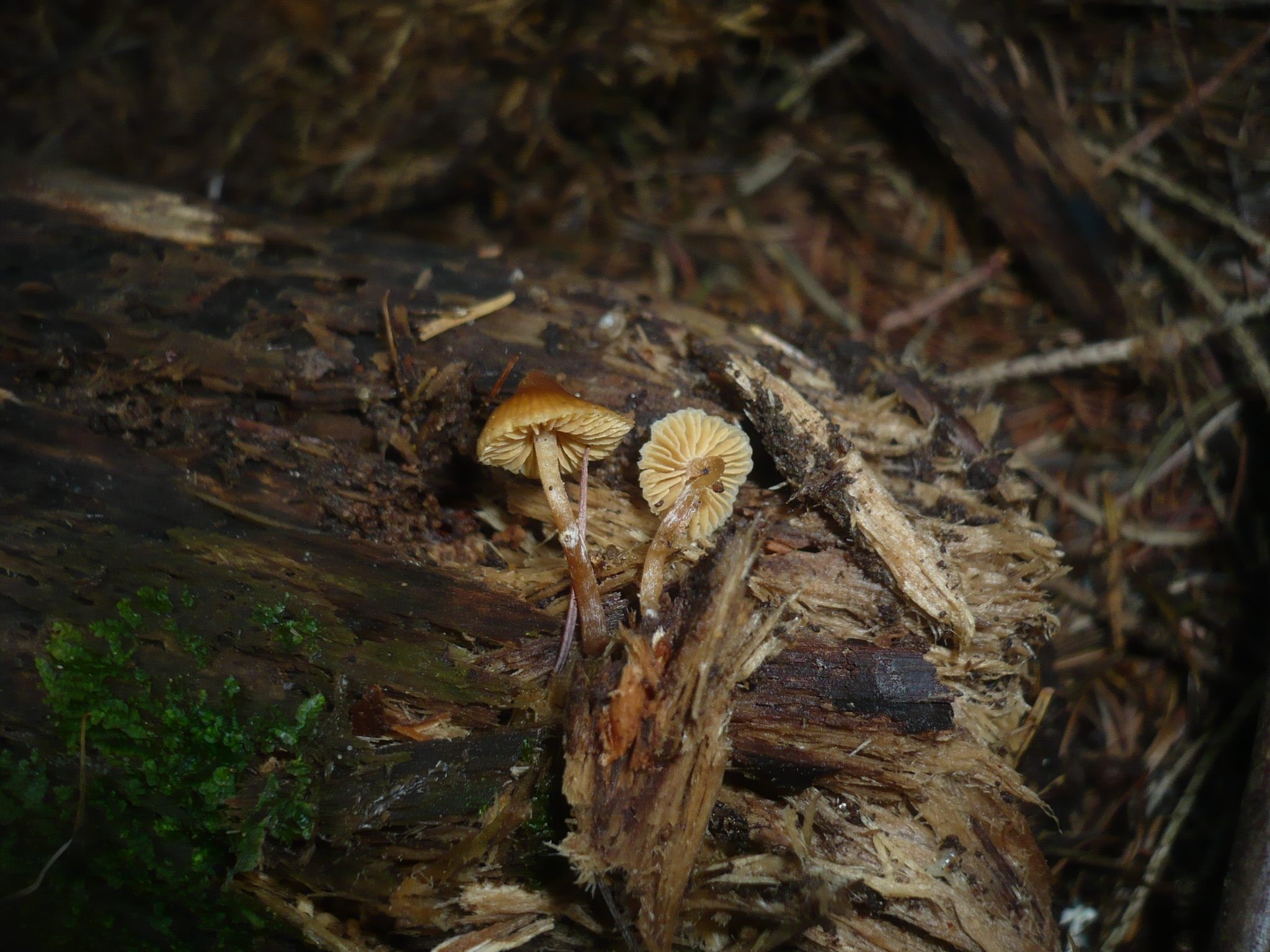

Hełmówka pniakowa (Galerina triscopa (Fr.) Kühner) – gatunek grzybów należący do rodziny podziemniczkowatych (Hymenogastraceae).

## Systematyka i nazewnictwo
Pozycja w klasyfikacji według Index Fungorum: Galerina, Hymenogastraceae, Agaricales, Agaricomycetidae, Agaricomycetes, Agaricomycotina, Basidiomycota, Fungi.
Po raz pierwszy opisał go w 1857 roku Elias Fries, nadając mu nazwę Agaricus triscopus. Obecną, uznaną przez Index Fungorum nazwę, nadał mu w 1935 roku Robert Kühner. Synonimy:
- Agaricus triscopus Fr. 1857
- Galera triscopa (Fr.) Quél. 1886
- Galera triscopus (Fr.) Quél. 1886
- Galerina triscopa f. longicystis A.H. Sm. & Singer 1958
- Galerina triscopa f. telamonioides Curti & Musumeci 2011
- Galerina triscopa var. tetrascopa A.H. Sm. & Singer 1964
- Naucoria triscopa (Fr.) Quél. 1880
- Naucoria triscopus (Fr.) Quél. 1880

Nazwę polską zaproponował Władysław Wojewoda w 2003 r.

## Morfologia
Kapelusz
Średnica 0,3–1,2 cm, u młodych owocników ostro stożkowaty, potem coraz szerszy, na koniec wypukły, zawsze z ostrym garbkiem. Jest higrofaniczny. W stanie wilgotnym powierzchnia cynamonowobrązowa do rdzawobrązowej i prążkowana aż do wierzchołka od przeświecających blaszek, w stanie suchym ochrowobrązowa, gładka.
Blaszki
Przyrośnięte, szerokie, początkowo płowożółte, potem od zarodników stają się rdzawobrązowe.
Trzon
Wysokość 1–3 cm, grubość 1 mm, rurkowaty, często wygięty. Powierzchnia czerwonobrązowa, jaśniejąca ku górze. Górą oprószona, dołem z nielicznymi włókienkami będącymi pozostałością osłony.
Miąższ
Cienki, bez wyraźnego zapachu i smaku.
Wysyp zarodników
Rdzawobrązowy.
Cechy mikroskopowe
Zarodniki 6,5–8,5 × 3,5–5,5 µm; elipsoidalne, nieco bocznie spłaszczone, z małą łysinką, o szorstkiej powierzchni. Cheilocystydy 28–45 × 6–7.5 µm, szkliste, cienkościenne, gładkie, liczne, o kształcie od cylindrycznego do brzuchatego, o końcach obłych lub zaopatrzonych w nieco zaostrzony kończyk o szerokości 3-6 µm. Pleurocystyd brak.
Gatunki podobn
Identyfikacja licznych gatunków hełmówek zazwyczaj wymaga analizy mikroskopowej. Hełmówka pniakowa jednak dzięki występowaniu na drewnie iglastym i kapeluszowi z ostrym garbkiem kapeluszem jest łatwa do odróżnienia od innych hełmówek. Mikroskopowo charakterystyczne są dla niej małe i szorstkie zarodniki.

## Występowanie i siedlisko
Hełmówka pniakowa występuje w Ameryce Północnej, Środkowej i w Europie. W piśmiennictwie naukowym na terenie Polski do 2003 r. podano liczne stanowiska. Nowsze i liczne stanowiska podaje także internetowy atlas grzybów. Znajduje się jednak na Czerwonej liście roślin i grzybów Polski. Ma status R – gatunek potencjalnie zagrożony z powodu ograniczonego zasięgu geograficznego i małych obszarów siedliskowych.
Saprotrof. Owocniki wyrastają w lasach iglastych i mieszanych od maja do listopada, w grupach na starym murszejącym drewnie iglastym (zwłaszcza świerkowym), rzadziej liściastym, a także na torfie.